# تشارلز كيني (ملحن)
تشارلز كيني (بالإنجليزية: Charles Kenny)‏ هو عازف كمان وملحن ومؤلف وكاتب أغاني أمريكي، ولد في 23 يونيو 1898 في أستوريا، كوينز في الولايات المتحدة، وتوفي في 20 يناير 1992 في إيتونتاون في الولايات المتحدة.

## وصلات خارجية
- تشارلز كيني على موقع ميوزك برينز (الإنجليزية)
- تشارلز كيني على موقع ديسكوغز (الإنجليزية)